# 장싱셴
장싱셴(중국어 정체자: 張星賢, 한어 병음: Zhāng Xīngxián, 타이뤄: Tiunn Sing-Hiân, 한자음: 장성현, 1910년 6월 2일 ~ 1989년 3월 14일)은 대만일치시기의 육상 선수이다.